# Паравольфрамат натрия
Паравольфрамат натрия — неорганическое вещество, комплексная соль металла натрия и вольфрамовой кислоты с формулой Na5[HW6O21]. При нормальных условиях представляет собой белые триклинные кристаллы, растворимые в воде, плохо растворяются в органических растворителях. Существует кристаллогидрат состава Na5[HW6O21]·13,5H2O. Устойчив на воздухе.

## Получение
- Действие соляной кислоты на раствор вольфрамата натрия при нагревании (pH = 6,5).

## Физические свойства
Паравольфрамат натрия образует белое вещество с плотностью 3,987 г/см3, растворяется в воде и в пероксиде водорода. Плохо растворим в спиртах, феноле, анилине и т.д.

## Химические свойства
- Гидрат теряет воду при нагревании;
- Восстанавливается водородом до металлического вольфрама при 900 °С.